# Раменье (Спировский район)
Раменье — деревня в Спировском районе Тверской области России, относится к Козловскому сельскому поселению.

## География
Расположена в 14 км на запад от центра поселения села Козлово и в 22 км на северо-восток от районного центра Спирово.

## История
В 1837 году в селе была построена деревянная Никольская церковь с 2 престолами, метрические книги с 1780 года.
В конце XIX — начале XX века село входило в состав Песчанинской волости Вышневолоцкого уезда Тверской губернии.
С 1929 года деревня являлась центром Раменского сельсовета Спировского района Тверского округа Московской области, с 1935 года — в составе Калининской области, в 1937 — 1956 годах — в составе Козловского района, с 1994 года — в составе Еремеевского сельского округа, с 2005 года — в составе Козловского сельского поселения.

## Население
| 1859 | 2002 | 2010 |
| ---- | ---- | ---- |
| 182  | ↘23  | ↘11  |